# Charles Berlitz
Charles Berlitz (född Charles Frambach), född 20 november 1914, död 18 december 2003, var en amerikansk författare och lingvist. Han är mest känd för sina böcker om oförklarade fenomen.

## Biografi
Berlitz växte upp i ett flerspråkigt hem där det talades franska, tyska, engelska och spanska. Han studerade vid Yale University varifrån han utexaminerades 1936. Han tjänstgjorde i 13 år i den amerikanska militären inom underrättelsetjänsten under andra världskriget och i Vietnam och Korea. Genom livet kunde han 32 språk till varierande grad.
Redan på universitetstiden började han under skolloven arbeta på familjens språkskola (Berlitz Språkskola). Denna språkskola och förläggare av språkböcker ärvde han senare av sin farfar Maximilian D. Berlitz (det var på anmodan av sin farfar som Berlitz bytte efternamn från Frambach till Berlitz). Berlitz blev vicepresident på familjeföretaget som gav ut turistböcker med fraser och ficklexikon (av vilka han själv författade en del). Under sin tid som ägare av språkskolan spelade han även en viktig roll i utvecklandet av språkkurser inspelade på ljudband.
1950 gifte Berlitz sig med sin fru Valerie Seary som han mötte när hon ville reklamera en av Berlitz språkkurser.
På det sena 1960-talet lämnade Berlitz företaget efter att förlaget Crowell, Collier & Macmillan tagit över styret. Strax därefter blev han ålagd ett juridiskt förbud mot att använda sitt efternamn i affärssammanhang (de nya ägarna hävdade att namnet "Berlitz" var ett varumärke). Rättstvisten löstes inte förrän på mitten av 1970-talet då Berlitz vann i domstol och tilldelades 350 000 dollar som kompensation. 
Det var under denna period (innan tvisten var löst) som Berlitz påbörjade sitt författande om Bermudatriangeln vilken 1974 resulterade i hans mest framgångsrika bok om mystiska fenomen: The Bermuda Triangle som han 1976 fick Dag Hammarskjölds International Prize for Non-fiction för. Enligt en recensent i TIME Magazine "utgick [boken] från etablerade fakta, för att sedan väva in ett sammelsurium av halvsanningar, obekräftade rapporter och oetablerad vetenskap i sin tes".
Andra ämnen som Berlitz avhandlade i sina böcker inkluderade: Atlantis, Noas ark, Djävulens hav, Roswellincidenten och Philadelphiaexperimentet.
Berlitz avled vid 89 års ålder på universitetssjukhuset i Tamarac, Florida. Bland hans efterlevande fanns hans fru, dotter och två barnbarn.

## Böcker
Berlitz kritiserades och prisades för sin mest kända bok om Bermudatriangeln som sålde i 20 miljoner exemplar.
I sina böcker om underliga fenomen föreslog han vetenskapliga (eller pseudovetenskapliga) förklaringar till fenomen som andra innan dess hade föreslagit övernaturliga förklaringar till. Detta är orsaken till Dag Hammarsköldspriset för icke-fiktion. Ibland nämner han övernaturliga förklaringar, men gör klart att han inte tror på dessa.
En del av hans källmaterial har ifrågasatts, till exempel så fann författaren Larry Kusche att inte alla skepp Berlitz nämner i sin bok verkar ha existerat över huvud taget.
Berlitz böcker står i stark kontrast till Erich von Dänikens böcker, som Berlitz kritiserade hårt för dess övernaturliga förklaringar.

## Filmer
The Bermuda Triangle och The Philadelphia Experiment (betitlad Experiment Philadelphia i Sverige) gjordes båda till spelfilmer 1978 respektive 1984.